# Portville (Nowy Jork)
Portville – miasto w Stanach Zjednoczonych, w stanie Nowy Jork, w hrabstwie Cattaraugus.